# Banga (Aklan)
Banga è una municipalità di quarta classe delle Filippine, situata nella Provincia di Aklan, nella Regione del Visayas Occidentale.
Banga è formata da 30 baranggay:
- Agbanawan
- Bacan
- Badiangan
- Bossetti
- Cerrudo
- Cupang
- Daguitan
- Daja Norte
- Daja Sur
- Dingle
- Jumarap
- Lapnag
- Libas
- Linabuan Sur
- Mambog
- Mangan
- Muguing
- Pagsanghan
- Palale
- Poblacion
- Polo
- Polocate
- San Isidro
- Sibalew
- Sigcay
- Taba-ao
- Tabayon
- Tinapuay
- Torralba
- Ugsod
- Venturanza